# Казе дел'Ева (Ређо Емилија)
Казе дел'Ева је насеље у Италији у округу Ређо Емилија, региону Емилија-Ромања.
Према процени из 2011. у насељу је живело 83 становника. Насеље се налази на надморској висини од 189 м.